# Азмех, Кинан
Кинан Азмех (араб. كنان العظمة‎; * 10 июня 1976 года в Дамаске) — сирийский кларнетист и композитор современной музыки. Он выступал в качестве солиста как в классических, так и в современных композициях с такими оркестрами, как Нью-Йоркская филармония, Западно-восточный диван, Немецкий симфонический оркестр Берлина или Сирийский национальный симфонический оркестр.
Кинан Азмех наряду с Заидом Джабри, Шафия Бадреддином, Каримом Рустомом, Раадом Халафом, Басилиусом Алавадом и Хассаном Таха является одним из блестящих представителей так называемого второго поколения сирийских композиторов и исполнителей на музыкальных инструментах на рубеже XX-XXI веков.

## Жизнь и творчество
Его музыкальная карьера началась в шесть лет, когда он начал изучать музыку в Дамасской арабской академии музыки. На случай, если с карьерой музыканта у него не сложится, он поступил на инженерный факультет по специальности электротехника Дамасского университета, который успешно окончил через пять лет. Параллельно Кинан Азмех изучал музыку в Высшей школе музыки и театра. В 1997 году Азмех стал первым арабским музыкантом, ставшим лауреатом Международного молодёжного конкурса имени Николая Рубинштейна в Москве.
С 1998 года Кинан Азмех живёт и работает в Нью-Йорке. Там музыкант учился в Джульярдской школе, всемирно известной музыкальной консерватории с актёрской школой, а также в Городском университете Нью-Йорка.
Кинан Азмех играл с оркестром Западно-восточный диван под руководством Даниэля Баренбойма, в качестве солиста он выступал в Опере Бастилии в Париже, Театре Колон в Буэнос-Айресе, Королевском Альберт-холле в Лондоне, а также участвовал в историческом концерте в городе Рамалла, Палестина.
До начала Гражданской войны в Сирии в 2011 году он выступал в качестве солиста вместе с сирийским филармоническим оркестром. В 2003 году в Дамаске совместно с исполнителем на традиционном арабском инструменте уд (арабской лютне) Иссамом Рафеа, сопранисткой Димой Орша и другими сирийскими музыкантами он основал музыкальный ансамбль Hewar (на русском языке: «Диалог»). В своем творчестве группа сочетает современные композиции и импровизации в стиле джаз с элементами арабской музыки.
Помимо выступлений в качестве лидера со своими собственными группами, такими как Нью-Йоркская группа Азмех также является членом Silk Road Ensemble основанного популярным виолончелистом из США Йо-Йо Ма. В 2017 году за свой альбом «Sing Me Home» этот ансамбль был удостоен престижной премии Грэмми. На концертах, а также на семинарах в рамках Morgenland Festival Osnabrück Кинан Азмех также регулярно выступает в качестве солиста и лектора в Германии.
В своем двойном альбоме 2019 года «Uneven Sky» он играл с Немецким симфоническим оркестром Берлина, а также с Йо-Йо Ма собственные и современные произведения других сирийских композиторов. За этот альбом ему была присуждена музыкальная премия «Opus Klassik Award» 2019 года в категории «Концертное исполнение года».
О сочинении «Clarinet Concerto» из альбома «Flow» 2021 года, где Кинана Азмех можно услышать в качестве солиста с NDR Bigband, музыкальный критик Ральф Деринг написал для популярного немецкоязычного музыкального журнала Jazzthetik: «Но самое главное, что Азмех раскрывает в этом прологе суть своей музыки: это не Аравия, не джаз, не классика, это все от всего — эти элементы перетекают друг в друга.» Композиции Азмех были музыкально обработаны Вольфом Кершеком, который также выступал здесь в качестве руководителя группы.

## Дискография
- Flow (2021), совместно с NDR Bigband
- Uneven Sky (2019), совместно с Yo-Yo Ma и немецким симфоническим оркестром, Берлин, Opus Klassik Award
- Levant (2018), совместно с Eric Vloeimans и Jeroen van Vliet
- Orient & Occident (2012), совместно с Mendelssohn Chamber Orchestra
- Elastic City (2012), совместно с Kinan Azmeh Quartet
- Complex Stories, Simple Sounds (2009), совместно с Azmeh-Wijeratne Duo
- Syrian Contemporary Chamber Music (2008), совместно с Damascus Festival Chamber Players
- Rigodon (2007), музыка к фильму
- Musaique (2004), совместно с Kulna Sawa (сирийская музыкальная поп-группа)
- Kulna Sawa (2001), совместно с Kulna Sawa

### Как участник сирийской музыкальной группы Hewar
- Hewar (2005)
- 9 Days of Solitude: The Damascus Session (2006) с Manfred Leuchter (Аккордеон)
- Letters to a Homeland (2012)